# Sifaoroasi Mola
Sifaoroasi Mola is een bestuurslaag in het regentschap Nias Selatan van de provincie Noord-Sumatra, Indonesië. Sifaoroasi Mola telt 750 inwoners (volkstelling 2010).